# Bénéfice secondaire
Le bénéfice secondaire désigne un effet positif d'un symptôme psychopathologique.
Il s'agit, du moins à l'origine, d'un concept de psychanalyse.

## Bénéfices primaires et secondaires
Les conceptions analytiques envisagent les symptômes en termes d'avantages : les patients sont attachés à leur symptômes qui peuvent être décrits en termes de satisfaction pulsionnelle.
Par exemple, le symptôme phobique aurait pour principal objectif de déplacer sur un objet anodin une peur plus centrale. Ainsi, un garçon pourrait craindre les chevaux plutôt que la castration, et y trouverait avantage ( ref. S.Freud Trois essais sur la théorie sexuelle  (1905)).
Ce concept est celui de bénéfice primaire, auquel toutes les conceptions psychanalytiques sont rattachées. 

Cependant, la psychanalyse considère également un bénéfice secondaire : par exemple, un patient phobique pourra se voir souvent accompagné par son entourage, et appréciera cette présence.

## Le bénéfice secondaire en psychothérapie cognitivo-comportementale
Si la dichotomie bénéfice primaire / bénéfice secondaire n'a de sens que dans le cadre analytique, on voit cependant que l'idée d'un bénéfice plus hasardeux d'un symptôme y est autant prise en compte. Dans le cadre cognitivo-comportemental, le bénéfice secondaire est vu comme renforcement d'un symptôme : voire conditionnement opérant.